# Házi kanári
A házi kanári (Serinus canaria domestica) a kanári háziasított változata. A házi kanárit szép énekéért díszmadárként tartják.

## Származása, elterjedése
A kanárimadár (Serinus canaria) Makaronéziában honos, onnan terjesztették el szerte a világon.

## Háziasítása
A kanárimadarat vagy ének, színe vagy alakja szerint tenyésztik. Ennek alapján 3 fajtáját különböztetjük meg:
- énekes kanári
- színkanári
- alakkanári

### Énekes kanári
Az énekes kanári tenyésztésének fő szempontja a dallamos ének volt. Az énekelt dallamokat részekre bontották, és ezeket pontozással értékelték. Ehhez figyelembe vették az ének mélységét, magasságát, csengését, a variációk sokszínűségét, a hangszínt, a dallamosságot és a tisztaságot. Ezek alapján az énekes kanári fajtái:
- Harzer Roller (a Felső-Harz-hegységben tenyésztették ki a 19. században),
- Wasserschlage
- Timbrando Espanol

### Színkanári
A színkanári fajtái két alaptípusát a fedőtollak pigmentjének kémiai összetétele szerint különböztetik meg:
- A melanin kanárik színanyaga zsír- és oxidfestéket is tartalmaz. Színváltozatok:
  - fekete,
  - achát,
  - barna,
  - isabell,
  - pheo,
  - satinet.

- A lipochrom kanári színanyaga csak zsírfestéket tartalmaz. Színváltozatok:
  - fehér,
  - sárga,
  - piros.

## Alakkanári
Az alakkanárik módfelett változatosak.
1. Kistestű madarak:
- Border,
- Deutsche Haube,
- Fife Fancy,
- Glaucester,
- Lizard,
- Raza,
- Espanol

2. Nagytestű madarak:
- Berner,
- Crested,
- Norvich,
- Lancashire,
- Yorkshire

3. Fodros madarak:
- Fiorino,
- Északi fodros,
- Páduai fodros,
- Párizsi trombitás,
- Mehringer,
- Svájci fodros,
- Déli fodros,
- Gibber Italicus,
- Giboso Espanol,
- Makige

|  |  |  |  |

## Házi kanárik a kultúrában
Csőrike a Bolondos dallamokból.